# گمینا زاجم
گمینا زاجم (به لهستانی:  Gmina Zadzim) یک گمینا در لهستان است که در شهرستان پودمبیتسه واقع شده‌است. گمینا زاجم ۱۴۴٫۳۶ کیلومتر مربع مساحت و ۵٬۳۴۱ نفر جمعیت دارد.